# Protomacronema hyalinum
Protomacronema hyalinum är en nattsländeart som beskrevs av Georg Ulmer 1904. Protomacronema hyalinum ingår i släktet Protomacronema och familjen ryssjenattsländor. Inga underarter finns listade i Catalogue of Life.